# Francisco Javier Lledó
Francisco Javier Lledó Llano (Coria del Río, provincia de Sevilla, 11 de julio de 1979) es un exfutbolista español que jugaba de portero.

## Trayectoria
Se formó en el equipo de su pueblo, el Coria CF, en el que estuvo desde 1999 hasta 2002. Jugó en el Sevilla FC Juvenil, con quien ganó la Copa del Rey de juveniles. Desde 2002 hasta 2004 jugó en el Atlético de Madrid B, desde donde ese mismo año fue convocado por el Atlético de Madrid para un partido de Primera División.
Más tarde jugaría en el Real Valladolid, Real Murcia, AD Ceuta, CD Castellón, Xerez CD y el 22 de julio de 2011 firmaría por el Real Oviedo, al que denunciaría más tarde por impagos rompiendo el pacto con toda la plantilla.
Posteriormente se incorporó al Albacete Balompié, donde finalizó su carrera en 2014.

## Clubes
Actualizado 1 de septiembre de 2010
| Club                 | Temporada     | Liga     | Liga  | Copa     | Copa  | Total    | Total |
| Club                 | Temporada     | Partidos | Goles | Partidos | Goles | Partidos | Goles |
| -------------------- | ------------- | -------- | ----- | -------- | ----- | -------- | ----- |
| Coria CF             | 1999/00       | 6        | 0     | 0        | 0     | 6        | 0     |
| Coria CF             | 2000/01       | 19       | 0     | —        | —     | 19       | 0     |
| Coria CF             | 2001/02       | 34       | 0     | —        | —     | 34       | 0     |
| Coria CF             | Total         | 59       | 0     | 0        | 0     | 59       | 0     |
| Atlético de Madrid B | 2002/03       | 22       | 0     | —        | —     | 22       | 0     |
| Atlético de Madrid B | 2003/04       | 36       | 0     | —        | —     | 36       | 0     |
| Atlético de Madrid B | Total         | 58       | 0     | —        | —     | 58       | 0     |
| Real Valladolid      | 2004/05       | 4        | 0     | 6        | 0     | 10       | 0     |
| Real Valladolid      | 2005/06       | 8        | 0     | 1        | 0     | 9        | 0     |
| Real Valladolid      | Total         | 12       | 0     | 7        | 0     | 19       | 0     |
| Real Murcia          | 2006/07       | 2        | 0     | 0        | 0     | 2        | 0     |
| Real Murcia          | Total         | 2        | 0     | 0        | 0     | 2        | 0     |
| AD Ceuta             | 2007/08       | 40       | 0     | —        | —     | 40       | 0     |
| AD Ceuta             | 2008/09       | 33       | 0     | 1        | 0     | 34       | 0     |
| AD Ceuta             | Total         | 73       | 0     | 1        | 0     | 74       | 0     |
| CD Castellón         | 2009/10       | 35       | 0     | 0        | 0     | 35       | 0     |
| CD Castellón         | Total         | 35       | 0     | 0        | 0     | 35       | 0     |
| Xerez CD             | 2010/11       | 0        | 0     | 1        | 0     | 0        | 0     |
| Xerez CD             | Total         | 0        | 0     | 1        | 0     | 0        | 0     |
| Real Oviedo          | 2011/12       | 31       | 0     | 0        | 0     | 31       | 0     |
| Real Oviedo          | Total         | 31       | 0     | 0        | 0     | 31       | 0     |
| Albacete Balompié    | 2012/13       | 0        | 0     | 0        | 0     | 0        | 0     |
| Albacete Balompié    | Total         | 0        | 0     | 0        | 0     | 0        | 0     |
| Total carrera        | Total carrera | 241      | 0     | 9        | 0     | 248      | 0     |

## Palmarés

### Campeonatos nacionales
| Título                    | Club       | País   | Temporada |
| ------------------------- | ---------- | ------ | --------- |
| Copa del Rey de Juveniles | Sevilla FC | España | 1996/97   |

### Otros
| Título             | Club                 | País   | Temporada |
| ------------------ | -------------------- | ------ | --------- |
| Segunda B Grupo II | Atlético de Madrid B | España | 2003/04   |